# YEC (Automarke)
YEC war eine britische Automarke.

## Unternehmensgeschichte
Das Unternehmen Yorkshire Engine Company aus Sheffield stellte ursprünglich Trambahnen und Dampflokomotiven her. 1907 begann die Produktion von Automobilen. Der Markenname lautete YEC. Den Auftrag dazu erteilte die 1896 gegründete British & Colonial Mercedes-Daimler Syndicate Ltd. aus Coventry. Obwohl Lizenzgebühren abgeführt wurden, kam es zu einem Rechtsstreit mit der Daimler-Motoren-Gesellschaft. Daraufhin endete 1908 die Produktion. Insgesamt entstanden 50 Fahrzeuge.

## Straßenfahrzeuge
Das einzige Modell war der 30 HP. Vorbild war ein Mercedes-Modell. Eine Quelle nennt den Mercedes 31/55 PS mit Vierzylindermotor und 8 Liter Hubraum, der allerdings erst 1909 erschien. Eine andere Quelle nennt einen Mercedes 30 PS, zu dem keine Daten vorliegen. Der Motor war vorne im Fahrzeug montiert und trieb über eine Kette die Hinterachse an.